# Linden Lab

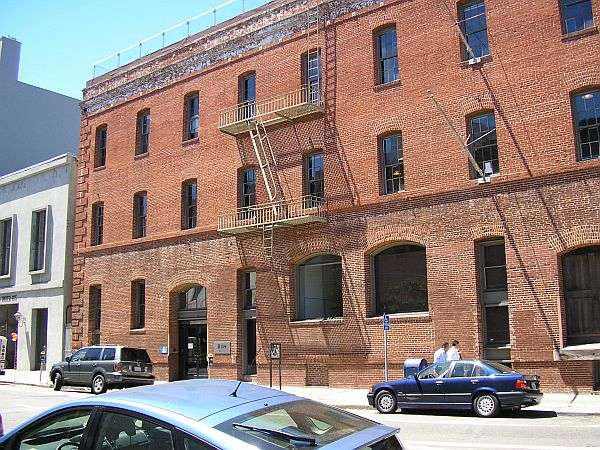
Sitz von Linden Lab, Battery Street, San Francisco

Linden Lab ist ein US-amerikanisches Unternehmen aus San Francisco, Kalifornien und Betreiber der 3D-Weltsimulation Second Life.
1999 wurde Linden Lab von Philip Rosedale, dem früheren CTO von RealNetworks gegründet. Die Firma ist an die erste Adresse des Unternehmens, der Linden Alley in Hayes Valley, angelehnt. Rosedale hatte 1995 bereits Videokompressionssoftware (FreeVue) entwickelt, war an der Entwicklung von RealVideo beteiligt und trachtete seit seinem Kontakt mit dem Internet Mitte der 1990er Jahre danach, die virtuelle Simulation einer Welt zu schaffen, in der die Teilnehmer in einem beliebig gestaltbaren dreidimensionalen Umfeld mit frei gestaltbaren Avataren in Echtzeit-Animation (Realtime 3D-Streaming) frei interagieren können. Aus eigenen Mitteln hat er bis 2001 rund 1 Million US-Dollar in ein entsprechendes Projekt investiert.
Als wichtigstes Ergebnis der Entwicklungsarbeiten entstand die 3D-Weltsimulation Second Life, deren öffentlicher Betatest im Oktober 2002 begann und die seit Juni 2003 online ist. Im April 2003 wurde Mitch Kapor Teilhaber und Aufsichtsratsvorsitzender des Unternehmens. Da sich zunächst über die reine Finanzierung über kostenpflichtige Mitgliedschaften kein kommerzieller Erfolg einstellte, fanden sich keine weitere Investoren. Ende 2003 schrumpfte die Belegschaft von 31 Mitarbeitern auf 20.
Zum Ende des Jahres 2003 wurden Handelsaktivitäten in Second Life über die Konvertibilität der virtuellen Währung Linden-Dollar an den US-Dollar in den regulären Wirtschaftskreislauf eingebunden. Linden-Dollar können somit zu einem relativ festen Wechselkurs an- und verkauft werden. Die sich abzeichnenden Umsätze innerhalb dieser Miniatur-Volkswirtschaft weckten das Interesse von Investoren, darunter seit 2004 Omidyar Network, das Unternehmen des eBay-Gründers Pierre Omidyar sowie seit einer weiteren Kapitalerhöhung 2006 auch der CEO von Amazon, Jeff Bezos.
Linden Lab finanziert sich seitdem über kostenpflichtige Premium-Mitgliedschaften der Second-Life-Nutzer, über Provisionen beim Tausch der virtuellen Währung und insbesondere (im Januar 2007 angeblich zu 70 %) durch den Verkauf von virtuellen Grundstücken innerhalb von Second Life, auf denen die Mitglieder eigene Objekte (Gebäude, Interieurs, Environments) errichten können. Hinzu kommt jeweils eine monatliche Pacht, die die „Grundstückseigner“ entrichten müssen. Das „Bruttosozialprodukt“ dieser virtuellen Miniatur-Volkswirtschaft lag Anfang 2007 bei monatlich rund 10 Millionen US-Dollar. Das Umsatz- und Mitgliederwachstum innerhalb der von Linden Lab betriebenen virtuellen Welt wurde zu der Zeit auf monatlich rund 20 % beziffert.
Nach Angaben der USA Today vom 5. Februar 2007 hatte Linden Lab damals etwa 140 Angestellte, von denen 28 Ingenieure waren.
Das Unternehmen hat die Client-Software von Second Life inzwischen unter eine Open-Source-Lizenz gestellt. Im Januar 2007 gab Linden Lab darüber hinaus bekannt, ihr wichtigstes Umsatzsegment (Verkauf von virtuellem Land in Second Life) grundlegend ändern zu wollen.
Im September 2012 stellte Linden Lab zwei neue Produkte vor: Creatorverse (für iPad) und Patterns (Desktopanwendung).
Im Juli 2013 akquirierte Linden Lab die digitale Spielevertriebsplattform Desura.
Im Juli 2014 gab Linden Lab offiziell bekannt, an einem Nachfolger der freien virtuellen Welt Second Life zu arbeiten. Der Plan zur Entwicklung dieser neuen virtuellen Welt soll schon 2012 von dem damaligen CEO Rod Humble beschlossen worden sein. Gründe wurden damals nicht genannt, allerdings hat Second Life viele technische Probleme und Einschränkungen die durch eine komplette Neuentwicklung der gesamten Software-Architektur behoben werden sollen (zum Beispiel fehlende Mobil- und Browser-Version, maximal 100 Avatare pro Simulator, fehlerhafte Avatar-Darstellung, veraltete nutzergenerierte Inhalte mit langer Ladezeit, Kompatibilitätsprobleme von Software und Inhalten, Latenz-Probleme, Griefer-Probleme etc.).
Das neue Projekt erhielt den Namen Sansar. Die Kompatibilität des vorhandenen Inhalts zu der neuen 3D-Welt stand damals nicht im Fokus der Entwickler. Linden Lab schrieb dazu, dass die Neuentwicklung „im Geiste von Second Life“ entwickelt wird, mit der Möglichkeit zum Kauf und Verkauf von virtuellem Land und Gütern, mit individuell gestaltbaren Avataren, einer Skriptsprache, Chat und der Möglichkeit für die Nutzer, diese 3D-Welt selbst zu gestalten und zu modellieren. Ebenfalls wurde angedacht, dass die Freundeslisten und Avatar-Namen von bestehenden Nutzern in die neue Version übernommen werden. Linden Lab hat mehrmals betont, dass diese Entwicklung nicht das Ende des bekannten Second Life bedeutet.
Im Februar 2020 gab Linden Lab bekannt, die Entwicklung von Sansar zu beenden, am 23. März verkaufte es Sansar komplett an die Wookey Project Corp.